# Hinos Ambrosianos
Os Hinos Ambrosianos (em Latim: Hymnus Ambrosianus) são uma coleção de hinos antigos dos ritos litúrgicos latinos, cujo núcleo de quatro hinos foi feito por Santo Ambrósio de Milão no século 4.

## História
Os hinos deste núcleo foram enriquecidos com outros onze para formar o Hinário Antigo, que se espalhou do Rito Ambrosiano de Milão por toda a Itália Lombarda, Espanha Visigótica, Inglaterra anglo-saxã e o Império Franco durante o início do período medieval (séculos 6 a 8); neste contexto, portanto, o termo "ambrosiano" não implica autoria do próprio Ambrósio, a quem apenas quatro hinos são atribuídos com certeza, mas inclui todos os hinos latinos compostos no estilo do Hinário Antigo.
Os primeiros hinos latinos foram construídos sobre o modelo dos hinos (ῠ̔́μνοι) das igrejas grega e siríaca dos séculos II a III. Foram compostos por Hilário de Poitiers (m. 367), que passara na Ásia Menor alguns anos de exílio de sua sé, e assim se familiarizara com os hinos da Igreja Oriental; seu Liber Hymnorum não sobreviveu. Hilário, que é mencionado por Isidoro de Sevilha como o primeiro a compor hinos latinos, e Santo Ambrósio (m. 397), chamado por Dreves (1893) de "o Pai da Igreja-canção", estão ligados como pioneiros da hinódia ocidental.
O Hinário Antigo consiste nos hinos latinos existentes compostos durante os séculos 4 e 5. Os hinos do Hinário Antigo são em um estilo severo, revestindo as ideias cristãs na fraseologia clássica, e ainda apelando para os gostos populares. No centro delas está o hino Te Deum. Uma vez que a propagação do Hinário Antigo está intimamente associada ao Rito Ambrosiano, Te Deum era conhecido há muito tempo como "o Hino Ambrosiano". Embora certamente datasse do século 4, a autoria de Ambrósio não é mais dada como certa, sendo o hino atribuído a Hilário, Agostinho de Hipona ou Nicetas de Remesiana.